# Kōstas Politīs
Kōnstantinos Politīs, detto Kōstas (in greco Κωνσταντίνος "Κώστας" Πολίτης?; Atene, 21 marzo 1942 – Atene, 18 giugno 2018), è stato un cestista e allenatore di pallacanestro greco.

## Carriera

### Giocatore
Politis ha vestito la maglia del Panathinaikos, con il quale ha vinto tre campionati greci (1967, 1969, 1971). Nel 1969, è stato semifinalista nella Coppa delle Coppe.
Inoltre ha vestito la casacca della nazionale ellenica, con la quale ha disputato i Campionati europei del 1961 e del 1967 e partecipato ai Giochi del Mediterraneo 1967.

### Allenatore
Appese le scarpette al chiodo, ha cominciato la carriera di allenatore, guidando il "suo" Panathinaikos alla conquista di 3 titoli nazionali (1980, 1981, 1982) e 2 Coppe di Grecia (1979, 1982). Lasciata le casacche verdi, si è stabilito sulla sponda opposta di Atene, il PAOK, con il quale ha disputato tre finali di Euro Cup (1989, 1990, 1991).
Ha allenato la nazionale greca, che sotto la sua guida ha conquistato la prima medaglia in assoluto e ottenuto quella che è ritenuta la vittoria più bella del basket greco e che ha dato il via al boom della pallacanestro nel Paese ellenico: la medaglia d'oro ai Campionati europei del 1987. Sempre alla guida della nazionale ha disputato il Mondiale del 1986, dove ha ottenuto il 10º posto.

## Palmarès

### Giocatore
- Campionato greco: 3

Panathinaikos: 1966-67, 1968-69, 1970-71

### Allenatore
- Campionato greco: 3

Panathinaikos: 1979-80, 1980-81, 1981-82
- Coppa di Grecia: 2

Panathinaikos: 1979, 1982